# Animal Joy
Animal Joy è il settimo album in studio del gruppo musicale statunitense Shearwater, pubblicato nel 2012.

## Tracce
1. Animal Life – 3:38
2. Breaking the Yearlings – 3:08
3. Dread Sovereign – 3:50
4. You as You Were – 3:42
5. Insolence – 6:24
6. Immaculate – 2:26
7. Open Your Houses (Basilisk) – 3:24
8. Run the Banner Down – 2:50
9. Pushing the River – 4:32
10. Believing Makes It Easy – 4:11
11. Star of the Age – 5:01
12. I'm So Glad (bonus track) – 3:24